# Pete Tong
Peter "Pete" Tong (30 de julio de 1960) es un disc jockey y productor británico que también se desempeña como locutor para la BBC Radio 1.
Es conocido en todo el mundo por los fanes de música electrónica por los programas radiofónicos, tales como Essential Mix donde cada semana invita a una estrella a pinchar para él y para los miles de oyentes que tiene repartidos por todo el mundo y es presentador del Essential Selection. También es productor musical y es conocido por el apodo de Lord of the Dance.
La frase "It's all gone Pete Tong", se utilizó a través de la jerga rimada Cockney, fue supuestamente acuñado por Paul Oakenfold a finales de 1987 en un artículo acerca de acid house llamado "'Bermondsey Goes Balearic' por Terry Farley y Pete Heller en el fanzine 'Boys Own'. It's all gone Pete Tong es también el título de una película de 2004 que retrata las experiencias de un DJ de ficción, como se da cuenta de que se está convirtiendo en personas sordas. Tong aparece brevemente en la película. También es el nombre que Tong ha adoptado para sus shows en el club nocturno Pachá en Ibiza. En 2014 fue nombrado miembro de la Orden del Imperio Británico por sus servicios a la radiodifusión y la música.

## Primeros años
Nacido en Dartford, Kent en julio de 1960 y educado en King's School, Rochester, Pete Tong "grabó" su adolescencia inspirado en su adolescencia por la escena "soul underground" de finales de los años 70, junto con conversiones de la música de aquella época (Funkadelic, James Brown y Evelyn Champaign King). Con 15 años obtuvo su primer empleo como DJ en una boda, y siguiendo en la zona con actuaciones y representaciones dance y soul primarios en todos los locales que le ofrecían salidas. Ya con la mente puesta por el camino de su música, luego de egresar de la escuela comenzó a trasladarse con una furgoneta por todos los círculos de la época. Pero pronto fundó su propio club en "Baker Street" llamado, Family Function. También estuvo reservado para las bandas de una "noche alternativa", el primero de ellas fue la entonces desconocida Culture Club.

## Carrera radial
En 1979, se convirtió en periodista de la revista mensual "Blues and Soul". Al año siguiente, se convirtió en editor especial, cargo que ocupó hasta 1983. Al mismo tiempo, hace sus primeras apariciones en las emisoras de radio locales, (BBC Radio Medway y Londres). Fue entonces cuando tuvo su primer gran aparición en Radio 1, presentando un magazín de música dance de 15 minutos en el show de Peter Powell. 
tulo
Su experiencia y conocimiento a nivel de calle, "dance underground sett." le llevó a ser nombrado director A&R del recién fundado sello independiente London Records en 1983. Admirador y claramente influenciado por los DJs de la escena radiofónica como Robbie Vincent, Greg Edwards y Emperor Rosko, mantuvo su show de "soul" durante 3 años antes de su breve regreso a Radio London. Casi inmediatamente fue contratado por "Capital Radio", donde su programa semanal se convirtió en un auténtico referente y "vía" de culto para los clubbers de Londres. 
En 1988, a raíz de acid house, Pete lanzó su propio sello discográfico: FFRR Records, a través de London Records. Su objetivo era el de abarcar tanto la nueva ola de la música electrónica que inundaba el país desde ciudades como Chicago y Detroit, como seguir promoviendo la música "dance" negra con eje en el soul.
Con él, promovió los siguientes lanzamientos: "Bass (How Low Can You Go?)" de Simón Harris / Salt'n'Pepa's "Push It", y a artistas de la talla de Steve 'Silk' Hurley, D Mob, Smith & Mighty, Cookie Crew, Lil Louis, The Brand New Heavies, Orbital y, por supuesto, Goldie. 
Ya en 1991, Pete se convirtió en el más conocido DJ del país, manteniendo intactos los "hilos conductores" de sus preferencias y caminos musicales. Centrado en el House, pero también volcándose al techno, jungle, hip hop, funk y soul consiguió interesar a un casi todo el círculo de "intereses" en la escena musical del momento, mezclando y "reuniendo" la más impactante vanguardia con los estilos más "puros" y clásicos. 
Pete Tong ha sido considerado como uno de los máximos artífices del gran "vuelco" y remodelación de BBC Radio 1. Cuando a mediados de los noventa, la mayor emisora de radio del país decidió, "reinventarse", Matthew Bannister, el "conductor" del giro, acudió directamente a Pete. Sus ideas fueron tenidas muy en cuenta para el nuevo modelo de Radio 1, así como más adelante las de Tim Westwood, Danny Rampling, Judge Jules, Carl Cox y, más recientemente, Fabio y Grooverider. 
En enero de 1999, Pete cumple su octavo año como presentador de Essential Selection, que cuenta ya con más de un millón medio de oyentes y se afianza como punto de referencia para los jóvenes clubbers de la época, y todo gracias a la extraordinaria capacidad de adaptación de Pete y la base de su idea. Mientras, FFRR sigue lanzando una muy exitosa serie de álbumes compilatorios (últimos con gente como el propio Tong, Paul Oakenfold y alguna edición limitada con Carl Cox y una "entrata apr." de la propia Madonna, siendo la primera vez que ésta "aprueba" la aparición de uno de sus temas (Drowned World) en una compilación "dance mix". 
Durante 1998 Pete hace su primera incursión en la televisión con un documental de 90 minutos que la BBC basa en los premios anuales del magazine "Mixmag". 
Pete Tong mantiene la producción de programas de radio con participación de Danny Rampling y Judge Jules mientras continúa trabajando en A&R para London Records. Incluso recientemente ha sido director musical de las películas "Human Traffic" y "The Beach".
El Essential Selection se emite por BBC Radio 1, solía emitirse las tardes de domingo, pero debido a su popularidad se trasladó a las noches de viernes de 6 a 9 PM entre 1991 y 2006. A partir del 29 de septiembre de 2006 en adelante, el show dejó de tener su nombre original UK from Essential Selection y fue denominada como Pete Tong: The Official Start To The Weekend ("Pete Tong: El comienzo oficial del fin de semana"), que se transmitió de 7 a 9 PM hasta el año 2009 cuando se cambió al horario de 9 a 11pm. El programa muestra las últimas primicias de lanzamientos de música electrónica, e informa a los oyentes lo que sucederá en las discotecas que se encuentran en el Reino Unido, los fines de semana. Es respaldado por Radio 1 como el inicio oficial del fin de semana, y es a una de las mayores audiencias de programas radiales en el Reino Unido. Hasta la fecha, no hay planes para cambiar este formato.
Como de amplia y "densa" se podría calificar la carrera de este "multidj" y polifacético personaje. Sus conocimientos musicales, su experiencia, su capacidad de adaptarse al gusto por lo clásico hasta la apertura a cualquier cambio de tendencia han hecho de Pete Tong uno de los DJs más respetados y admirados de la escena actual.

## DJing
Entre 2003 y 2007 fue residente en la discoteca Pachá en Ibiza, donde atrajo a la gente de varios lugares de todo el mundo con sus presentaciones nocturnas a través de su Pure Pacha. En 2008 dejó Pacha y firmó con el Eden de San Antonio Abad para ser el anfitrión de su propio evento llamado Wonderland. En marzo de 2011 anunció que iba a volver a Pacha, los viernes por la noche con su nuevo evento llamado 'All Gone Pete Tong'.

### Más
- "Pete Tong Issues a Wikipedia Correction and Announces Concert at Mansion October 27" blog post by S. Pajot on "CrossFade, the Music Blog", Tue., Oct. 19 2010 @ 1:00PM, accessed October 19, 2010

- Datos: Q947180
- Multimedia: Pete Tong / Q947180